# Panīpeirōtikos Athlītikos Syllogos Giannina 2010-2011
Questa voce raccoglie le informazioni riguardanti il Panīpeirōtikos Athlītikos Syllogos Giannina nelle competizioni ufficiali della stagione 2010-2011.

## Rosa
| N. |                       | Ruolo | Calciatore                 |
| -- | --------------------- | ----- | -------------------------- |
| 1  | Grecia (bandiera)     | P     | Athanasios Kouventaris     |
| 2  | Grecia (bandiera)     | D     | Giorgos Ntasios (capitano) |
| 3  | Albania (bandiera)    | D     | Andi Lila                  |
| 4  | Grecia (bandiera)     | D     | Ilias Kotsios              |
| 5  | Grecia (bandiera)     | D     | Tasos Pantos               |
| 6  | Grecia (bandiera)     | C     | Alexios Michaīl            |
| 7  | Grecia (bandiera)     | C     | Tasos Kyriakos             |
| 8  | Grecia (bandiera)     | C     | Themistoklīs Tzīmopoulos   |
| 9  | Portogallo (bandiera) | A     | Jose Emilio Furtado        |
| 11 | Grecia (bandiera)     | C     | Manolis Skoufalis          |
| 14 | Albania (bandiera)    | C     | Emiljano Vila              |
| 15 | Argentina (bandiera)  | C     | Thomas De Vicenti          |
| 16 | Grecia (bandiera)     | D     | Paraskevas Andralas        |

| N. |                           | Ruolo | Calciatore              |
| -- | ------------------------- | ----- | ----------------------- |
| 17 | Grecia (bandiera)         | A     | Thanasis Nikolakopoulos |
| 18 | Argentina (bandiera)      | C     | Esteban Buján           |
| 19 | Portogallo (bandiera)     | C     | Michael De Freitas      |
| 20 | Costa d'Avorio (bandiera) | A     | Ibrahima Bakayoko       |
| 21 | Grecia (bandiera)         | C     | Lambros Vangelis        |
| 22 | Grecia (bandiera)         | A     | Christos Tzanis         |
| 24 | Senegal (bandiera)        | C     | Paul Fadiala Keita      |
| 27 | Brasile (bandiera)        | D     | Vanderson Scardovelli   |
| 30 | Grecia (bandiera)         | P     | Georgios Sikalias       |
| 71 | Grecia (bandiera)         | P     | Fotis Kipouros          |
| 77 | Grecia (bandiera)         | A     | Kostas Pappas           |
| 99 | Grecia (bandiera)         | A     | Christos Koutsospiros   |
| 99 | Grecia (bandiera)         | D     | Chrīstos Patsatzoglou   |